# Reizo Fukuhara
Reizo Fukuhara (福原 黎三 Fukuhara Reizo?,  2 de abril de 1931 en Hiroshima -  de 1970) fue un futbolista japonés que se desempeñaba como centrocampista.
En 1955, Fukuhara jugó 2 veces para la selección de fútbol de Japón.

## Trayectoria

### Selección nacional
| Selección | País  | Año  |
| --------- | ----- | ---- |
| Absoluta  | Japón | 1955 |

## Estadística de equipo nacional
| Selección de Japón | Selección de Japón | Selección de Japón |
| Año                | Part.              | Goles              |
| ------------------ | ------------------ | ------------------ |
| 1955               | 2                  | 0                  |
| Total              | 2                  | 0                  |